# Betrayal at Club Low
Vous lisez un « article de qualité » labellisé en 2023.
Pour les articles homonymes, voir Betrayal.
Betrayal at Club Low (litt. « Trahison au Club Low ») est un jeu vidéo indépendant de rôle, créé par un unique développeur connu sous le nom de scène de Cosmo D. Il sort le 9 septembre 2022 exclusivement sur ordinateur, sur les systèmes d'exploitation Windows, Linux et MacOS.
L'intrigue, qui ne dure que quelques heures, suit un espion déguisé en pizzaïolo et chargé d'infiltrer une discothèque pour y secourir un autre agent. Elle prend place dans le même univers surréaliste et onirique que les productions précédentes de Cosmo D, Off-Peak (2015), The Norwood Suite (2017) et Tales From Off-Peak City Vol. 1 (2020). Les actions du joueur sont régies par des lancers de dés qui déterminent ses chances de succès entre plusieurs options de comportement, le plus souvent insolites et humoristiques. La galerie de personnages rencontrés et le contexte des coulisses d'une discothèque exposent les dérives du capitalisme et dressent un portrait social des travailleurs nocturnes.
Betrayal at Club Low reçoit en 2023 le Grand prix Seumas-McNally (soit le prix du meilleur jeu vidéo indépendant) à l'Independent Games Festival, récompense majeure des jeux sortis l'année précédente, en plus du prix du jeu renversant le plus les conventions du medium. Si ses chiffres de ventes restent confidentiels, sa réception critique est unanimement élogieuse, et il apparaît comme un symbole d'un certain type de jeux de rôle indépendants, qui sont publiés en grand nombre chaque année grâce à une démocratisation du développement de jeux vidéo, tout en passant inaperçus auprès du grand public.

## Trame

### Univers
Betrayal at Club Low prend place dans la ville fictive d'Off-Peak City, une métropole irréelle et à la direction artistique surréaliste. Ses panoramas urbains offrent différents niveaux de détail, du bitume sur lequel des flaques d'eau portent à l'hallucination, jusqu'aux gratte-ciels branlants, en passant par les rues bordées de maisons en grès et aux façades anthropomorphiques,,. Les productions précédentes de Cosmo D s'inscrivent dans cette même diégèse : Off-Peak (2015), The Norwood Suite (2017), et Tales From Off-Peak City Vol. 1. (2020). Ces environnements mélangent évocations du réel et difformités oniriques : les immeubles ont des toboggans à la place des sorties de secours, les paniers de basket sont placés trop haut pour des êtres humains, et les eaux du canal ont beau bouillonner de saleté, elles n'empêchent pas le protagoniste d'y faire du snorkeling. D'après leur créateur, les habitants d'Off-Peak City sont quant à eux plutôt inspirés par les paroles et le style des compositeurs de jazz que sont Tom Waits et Miles Davis. La critique estime que dans leur ensemble, les lieux des créations de Cosmo D fonctionnent comme des « aires de jeu » avec « juste ce qu'il faut de réalité » pour inciter à l'exploration.
Ces œuvres partagent, en plus du même univers, des choix artistiques qui donnent lieu à des expériences aussi bien narratives que musicales, tout en traitant du capitalisme. À leur origine, elles sont davantage des expositions d'art moderne à caractère interactif que des jeux vidéo, proches du genre du walking simulator,, et souvent comparées aux œuvres d'humour noir du romancier Franz Kafka ou du cinéaste David Lynch ; Betrayal at Club Low, quatrième opus dans cet univers, intègre leurs évolutions successives mais se concentre cette fois-ci sur l'inclusion d'un système de dialogue avancé.

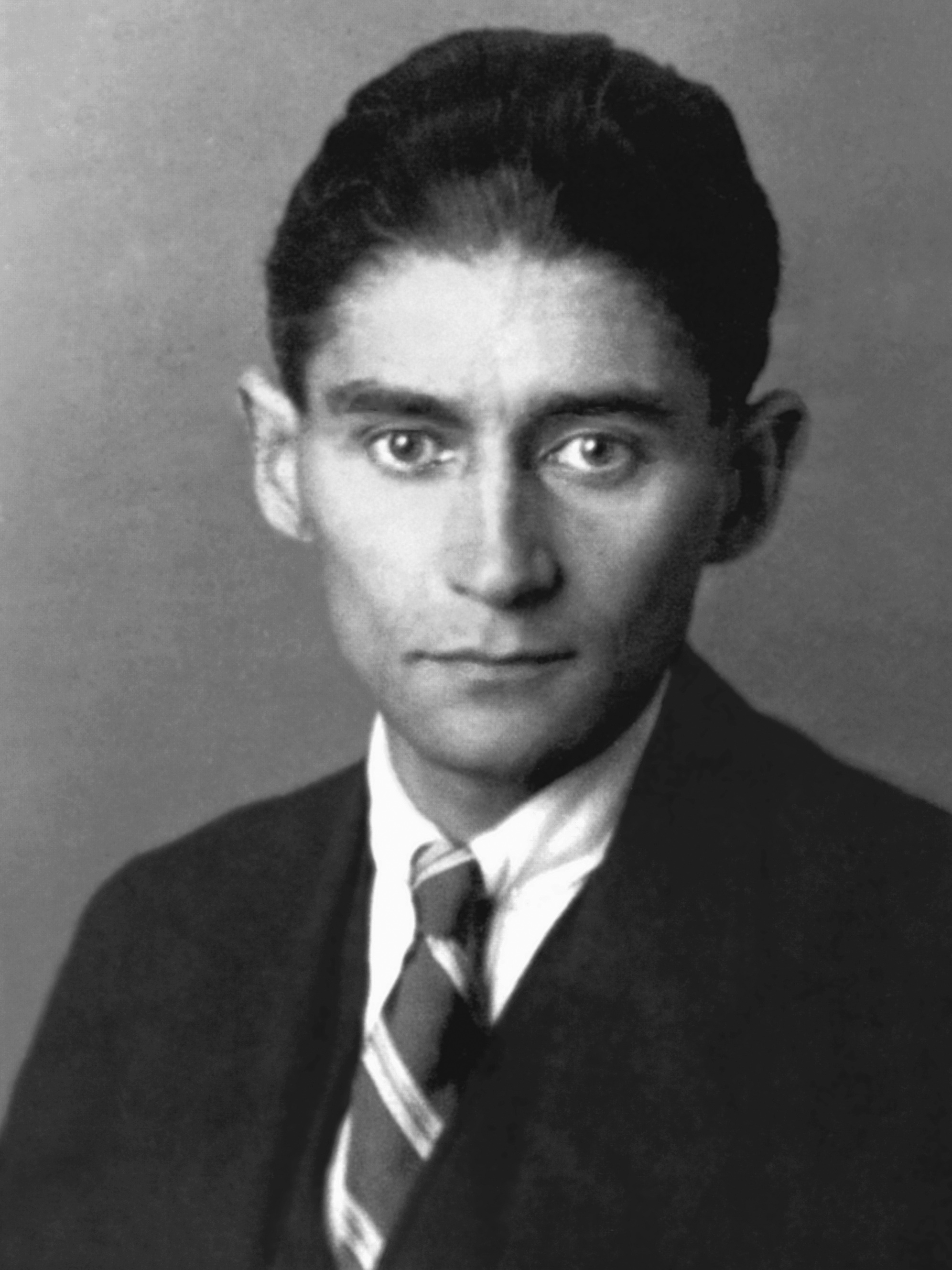
Le romancier Franz Kafka en 1923.
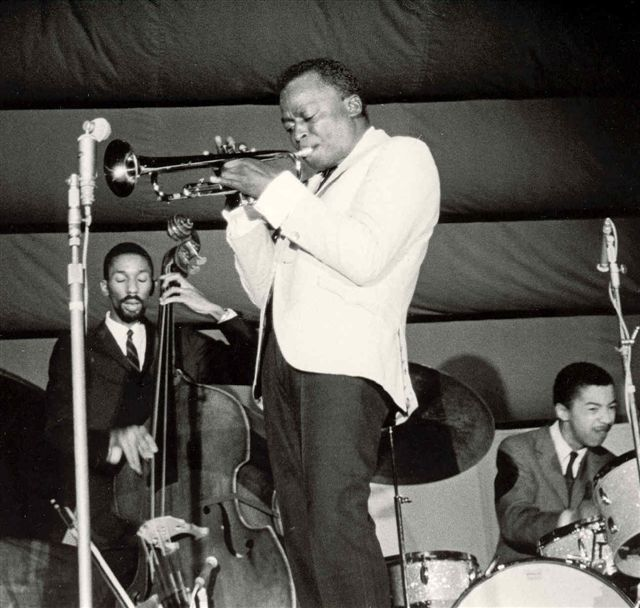
Le musicien Miles Davis en 1963.
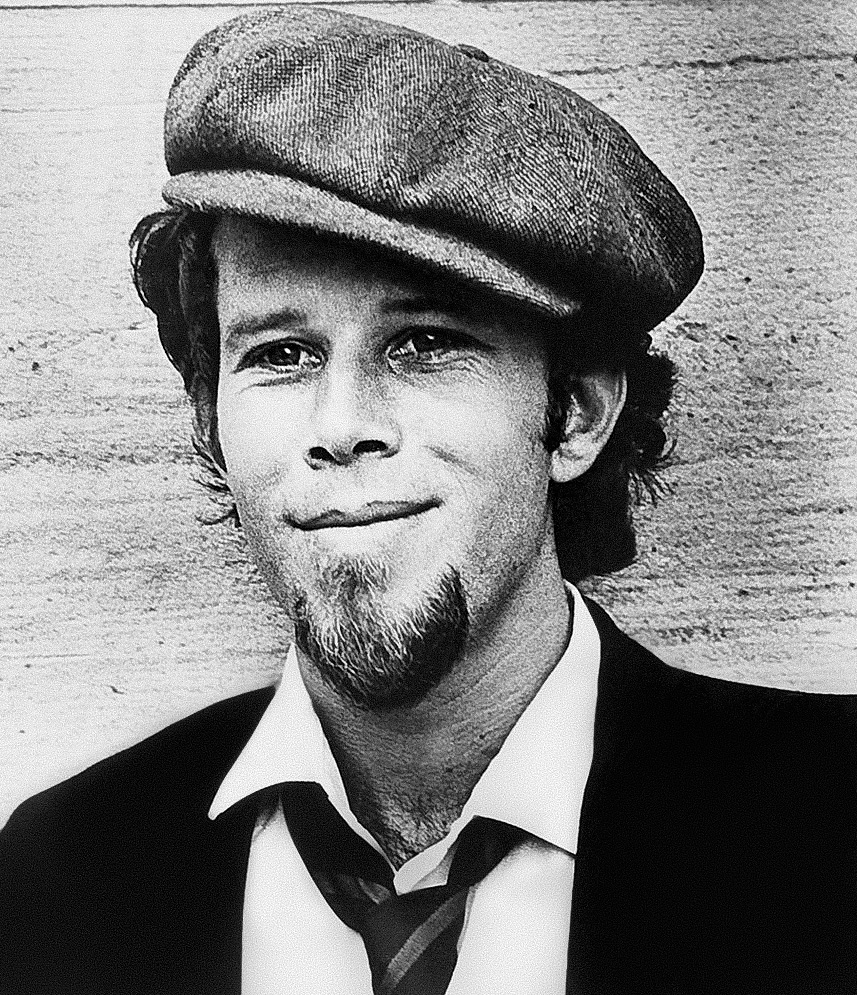
Le musicien Tom Waits vers 1975.
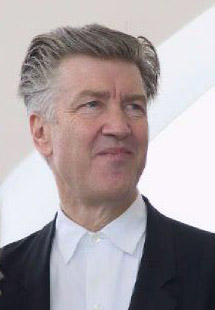
Le cinéaste David Lynch en 2001.

### Synopsis
Le protagoniste est un espion au service d'une mystérieuse agence de renseignement nommée Le Cirque. Sous couverture en tant que pizzaïolo, une profession éminemment respectée à Off-Peak City, il doit parvenir à s'infiltrer de nuit dans une discothèque, ancienne usine à cercueils et refuge de personnalités louches. Son référent au sein de l'agence, Muriel, lui explique qu'un autre agent est détenu au sein du Club Low, sous la coupe d'un chef de la pègre nommé Big Mo, et qu'il faut l'en exfiltrer. La victime à sauver, Gemini Jay, subit un interrogatoire dans les salons haut-de-gamme du Club Low, entouré de Big Mo et de ses gardes du corps. La tâche n'est pas simple : l'endroit abrite nombre de personnes ayant leurs propres objectifs à mener, et la programmation de la soirée affiche la présence du DJ star Chad Blueprint, responsable d'une affluence particulièrement importante.
Tout comme dans la tradition des jeux de rôle sur table, le protagoniste est un personnage vide d'histoire, une page blanche dont le joueur ignore tout, mais les choix opérés au fil de l'intrigue donnent des aperçus de ses possibles origines. Ses qualités d'observation culinaire permettent notamment de deviner qu'il porte un intérêt prononcé à la cuisine.

## Système de jeu

### Mécaniques de jeu de rôle
Par rapport à ses prédécesseurs dans le même univers, Betrayal at Club Low est conçu pour offrir une expérience plus resserrée et marquante, sur le modèle des jeux de rôle se pratiquant sur table. Il est aussi le premier à introduire le concept ludique de lancer de dés : les actions du joueur sont influencées par le score obtenu avec des dés correspondant à plusieurs compétences (en condition physique, en cuisine, en tromperie, en musique, en observation, en sagesse, en ruse, et en « pizza »). Il dispose ainsi de sept dés en tout, chacun avec six faces. La monnaie présente en jeu, qui fonctionne comme de l'expérience, permet de renforcer la valeur des faces individuelles, plutôt que la valeur de l'entièreté du dé ; le joueur peut ainsi choisi de personnaliser ses dés et donc ses compétences comme il le souhaite, que ce soit en attribuant un point à chaque face d'un même dé ou bien en gardant cinq face nulles tandis que la dernière vaut six points. Les dés du joueur sont ensuite confrontés aux dés du personnage avec qui il converse, avec l'ambition d'obtenir un meilleur chiffre que l'adversaire pour réussir le dialogue. Un dé au chiffre supérieur déclenche le succès de l'action entreprise ; un score égal compte également comme un succès, mais est susceptible d'attribuer des désavantages au joueur ; et un résultat inférieur signifie qu'il va récupérer plusieurs effets néfastes qui s'appliqueront à ses prochaines interactions sociales.

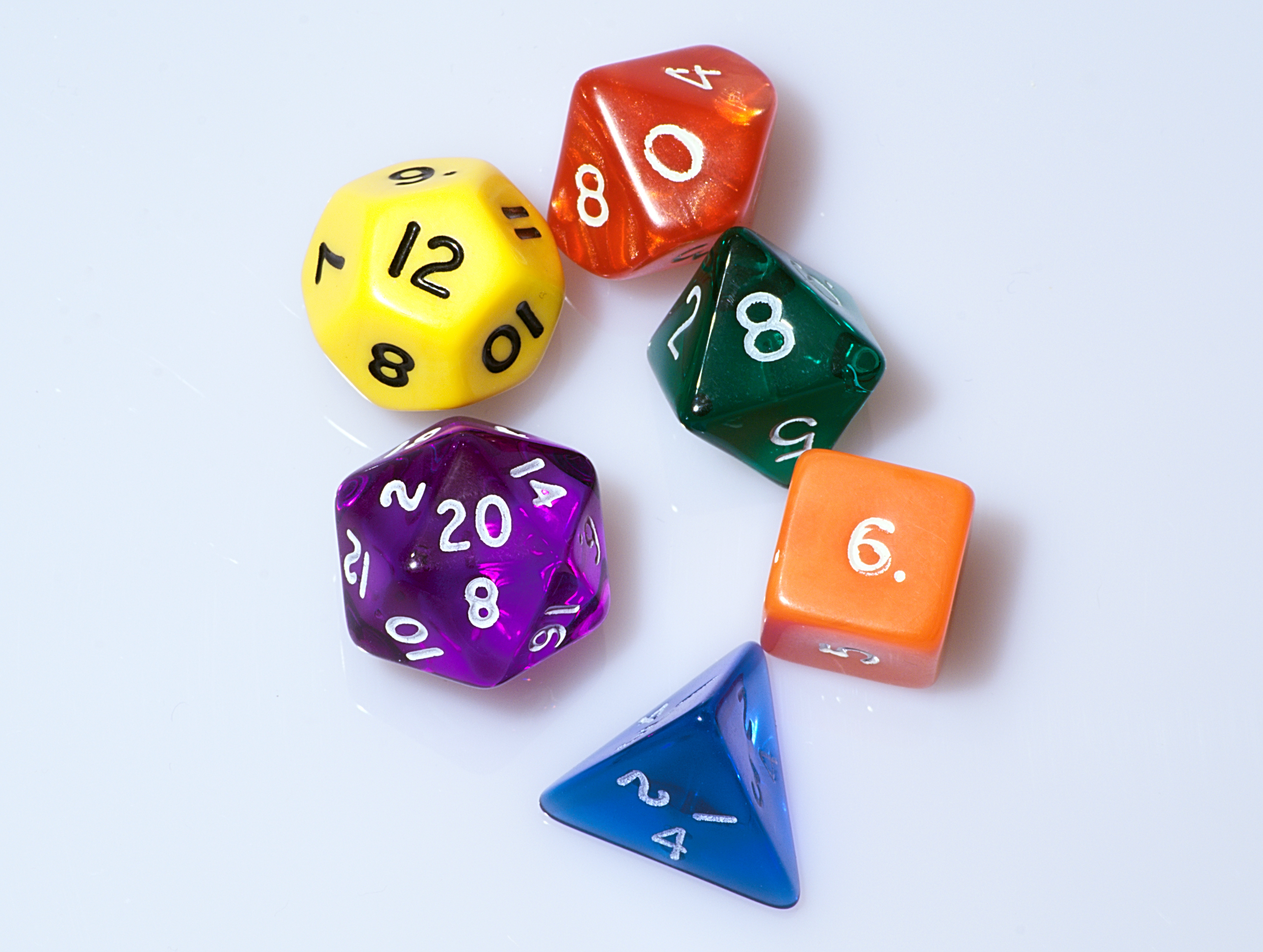
Différents dés spéciaux polyédriques, souvent utilisés dans les jeux de rôle.

Ces sept compétences, qui influent sur la réussite du lancer de dé, sont nécessaires pour aborder chaque situation avec l'action appropriée pour obtenir des renseignements ou faire diversion, comme flatter le physionomiste pour laisser rentrer le protagoniste, grimper dans une benne à ordure, ou bien se hisser sur le comptoir du bar. L'un des tout premiers défis offerts au joueur, au début de l'intrigue est par exemple le suivant : face à une odeur pestilentielle, il faut choisir entre des dés correspondant soit à la condition physique, pour lutter contre l'odeur, soit à la cuisine, pour identifier ces effluves, soit à la sagesse, pour se résigner à cette situation inconfortable.
Charge au joueur de favoriser les options de dialogue dans lesquelles ses caractéristiques excellent, ou bien de préférer rester polyvalent en investissant dans toutes les compétences à parts égales. Sur la piste de danse par exemple, parvenir à s'intégrer à la foule qui danse avec brio nécessite d'avoir développé sa maîtrise de la musique et sa condition physique. Dans les modes de difficulté les plus élevés, les compétences en tromperie, musique, et en condition physique sont les plus influentes dans le bon déroulement de l'intrigue. Mais les choix du joueur ont aussi des répercussions sur ses interactions suivantes ; si le joueur choisit ainsi d'inspecter le fond d'une poubelle, il obtient l'effet « Parfum urbain » qui a une influence négative sur son prochain lancer de dé. Or, un lancer de dé avec un mauvais score affaiblit le taux de succès du joueur dans ses interactions sociales, en suscitant possiblement la suspicion des PNJ. À cet égard, Betrayal at Club Low suit les bonnes pratiques tacites des jeux de rôle non-violents : puisqu'une partie des joueurs vont naturellement tenter de construire un protagoniste optimisé de manière « ultime », le jeu s'assure que les défis qu'il propose sont résolubles de différentes manières, pour ne pas pénaliser les joueurs ayant choisi de personnaliser leur personnage d'une manière spécifique.
Ce système reposant sur les dés diffère de la plupart des jeux vidéo de rôle, où la part de hasard laissée à des dés ou à un concept équivalent est secondaire voire inexistante, et où l'essentiel des résultats de dialogue sont déterminés par le nombre de points que le joueur a investi dans sa compétence d'éloquence et de charisme ; en cela, Betrayal at Club Low se rapproche plutôt des règles de jeu d'un jeu de rôle avec stylo et papier. Le joueur n'est cependant jamais condamné par un échec dans une conversation, puisque chaque rencontre peut être répétée et continue de le récompenser sous forme d'expérience ou d'argent ; même si la variété des moyens d'en gagner est limitée, le joueur ne peut donc techniquement pas se retrouver bloqué.

### Arts de l'espionnage et de la cuisine

Les subtilités de la cuisine de la pizza pèsent sur les chances de succès du protagoniste pour mener à bien sa mission.

Là où les opus précédents introduisaient déjà un protagoniste pizzaïolo et espion, et reposaient sur des mécaniques de jeu en pointer et cliquer dans des environnements à la taille limitée, Betrayal at Club Low requiert davantage de concentration dans les interactions sociales et stratégiques. Le succès de celui-ci est notamment déterminé par l'assiduité du protagoniste à améliorer sa couverture de pizzaïolo : en récupérant des ingrédients de garniture à pizza glissés dans le décor, le joueur a le choix de cuisiner des pizzas sophistiquées, à consommer ensuite pour obtenir des bonus particuliers, des « dés de pizza » : certains gonflent la somme du pourboire obtenu en vendant une pizza (l'argent obtenu faisant office de points d'expérience), d'autres augmentent l'énergie du personnage ou son culot (qui fonctionnent comme des jauges de santé), tandis que d'autres encore affectent le lancer de dé des personnages auxquels l'espion est confronté, en permettant de subtiliser leur lancer si le score de leur dé est supérieur à celui du joueur. Les accessoires que le protagoniste porte influent aussi sur l'accueil qui lui est réservé ; enfiler une belle veste incite par exemple la cible d'une conversation à lui faire confiance, même si ses déclarations inspiraient initialement la méfiance. Cette variété de manières d'aborder un problème est une autre caractéristique des jeux de rôle. Afin de pénétrer dans le Club Low, il est ainsi envisageable de négocier à l'entrée avec le physionomiste en le flattant ou bien en prétextant avoir une pizza à livrer, mais aussi de se faufiler par une sortie de secours, ou de se glisser par la porte de derrière.
La progression dans l'intrigue se fait au gré des renseignements récoltés et des obstacles surmontés. Ceux-ci requièrent du joueur qu'il fasse abstraction de l'étrangeté de l'univers d'Off-Peak City, perceptible chez ses habitants, tel ce garde qui en se levant de sa chaise se révèle être de taille géante, tout comme dans ses décors et objets du quotidien, comme ce miroir cosmique dont la glace laisse apparaître une mâchoire démoniaque. Les surprises qu'offre cette étrangeté ambiante enrichissent les interactions sociales, en instillant une sensation d'inattendu et en empêchant le joueur de chercher à deviner les conséquences de ses choix. Ces rencontres ne sont d'ailleurs pas marquantes que pour le joueur ; elles ont aussi des conséquences psychiques sur les personnages confrontés au dialogue, et parfois sur une longue durée. Il existe en effet un type de dé supplémentaire, les « dés de condition », dont les effets ne durent que le temps d'une rencontre. Par leur truchement qui lui confère bonus ou malus, le protagoniste lui-même subit les contrecoups de ses interactions passées, lorsque des sentiments de trop-plein de confiance ou de culpabilité viennent affecter le succès de ses interactions suivantes.
Dans le cas où le joueur entrerait dans une boucle vicieuse d'échecs successifs, les premiers précipitant la probabilité de survenir des suivants, il est possible d'aller chercher une « rédemption » dans une flaque d'eau située à l'extérieur de la discothèque. Sous ses apparences de simple élément du décor, la flaque agit comme un personnage contre lequel converser, remporter des dialogues, et repartir avec des bonus renforçant les chances de succès des prochaines conversations.

### Durée
Entre neuf, onze et quinze fins différentes déterminées par les choix du joueur sont disponibles, selon les sources, bien qu'elles ne divergent généralement pas beaucoup. Le tout représente une durée n'excédant pas deux ou trois heures ; par rapport à une session de jeu de rôle sur table, ce jeu vidéo tient donc plus d'une aventure ponctuelle, sur le modèle des fanzines indépendants, que d'une campagne. Le système de sauvegardes manuelles permet de reprendre le cours de la partie à partir de certains moments-clés pour modifier le dénouement.
Il est possible de redémarrer une partie du début en ajoutant des défis modifiant l'expérience de jeu, aux noms évoquant des ambiances de fête variées, de « Jeudi classique » à « Grosse soirée ». L'une de ces variables, nommée « 4 heures du matin », attribue aux PNJ des comportements erratiques aléatoires ; une autre, « Pizza de fer », introduit un système de mort permanente qui efface la sauvegarde de la partie en cas d'échec. Le plus haut niveau de difficulté réduit l'énergie dont dispose le joueur, ce qui l'expose à un destin presque fatal au cas où il ferait rouler un dé trop faible.

### Direction artistique

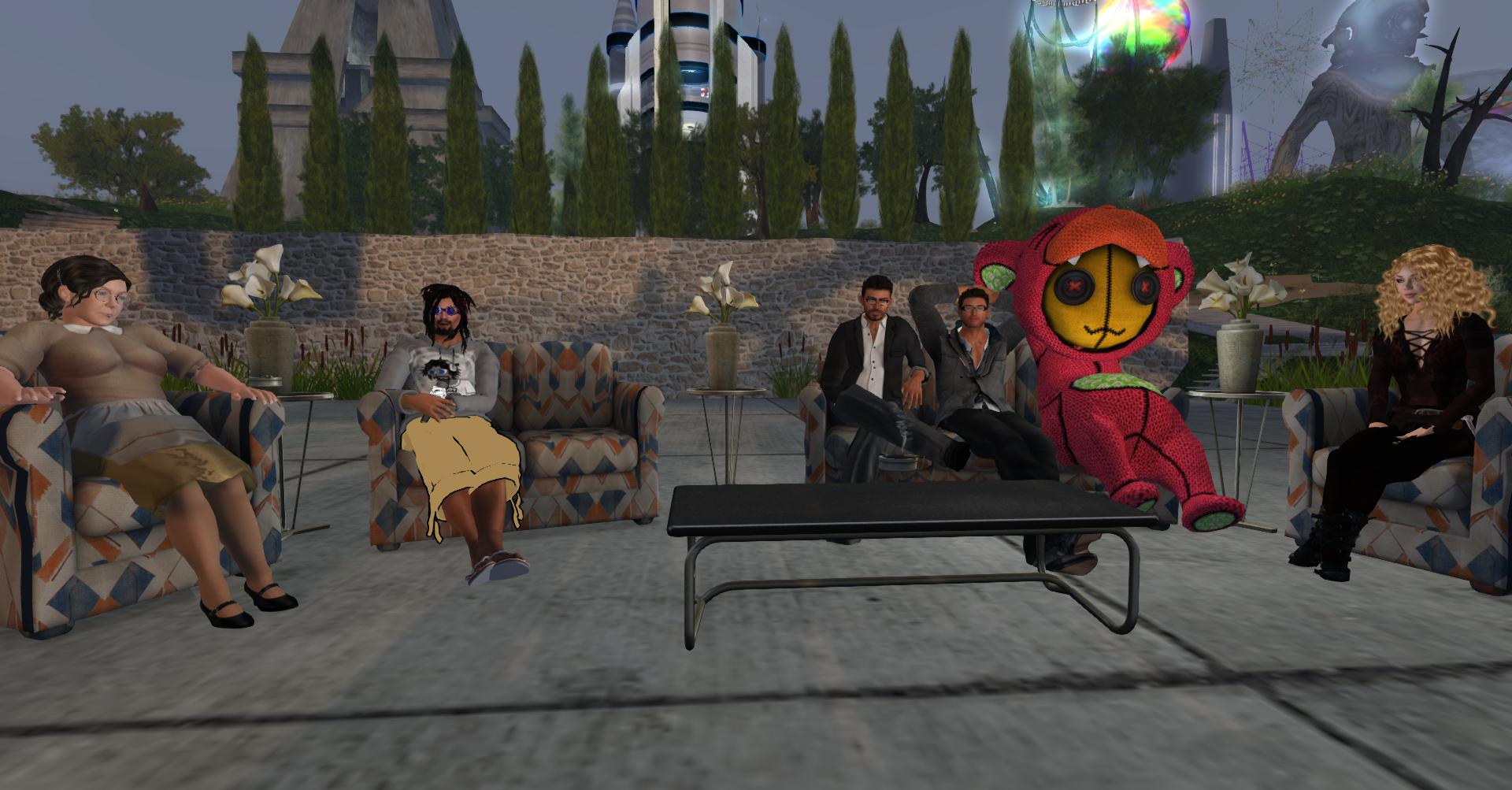
Le jeu de simulation sociale Second Life (2003) partage avec Betrayal at Club Low un style esthétique propre au début des années 2000 que ce dernier appauvrit volontiers.

La direction esthétique du jeu, en 3D, mêle surréalisme et ambiance des années 2000. Les visuels sont rugueux, comme une version volontairement bas de gamme des jeux de simulation sociale Second Life ou Les Sims. Le ton général est comique et absurde ; le caractère aléatoire de la progression confère une impression de chaos qui participe à une ambiance décontractée.
Le style d'animation des personnages est volontairement irréel et souvent grotesque, avec des animations et une synchronisation de mouvements qui confèrent une dimension théâtrale et mélodramatique à leur comportement. Leurs obsessions sont d'ailleurs mises à nu, comme l'illustre l'agent de sécurité du Club Low, qui préfère regarder des matches de tennis sur tous les écrans de la salle de surveillance, assis à côté d'un gigantesque panier de balles.
L'environnement de la discothèque est inspiré de certains clubs de type loft des quartiers new-yorkais du Queens ou de Brooklyn, que le créateur du jeu, Cosmo D, fréquentait lorsqu'il était disc jockey. De manière plus générale, Cosmo D déclare s'inspirer de toutes les facettes de New York, de son architecture à sa cuisine, en passant par ses mythes et ses héros du quotidien.

## Thèmes

### Dérives du capitalisme
Dans la tradition de ses jeux précédents, Cosmo D se penche sur les effets du capitalisme du divertissement. Le contexte d'une boîte de nuit offre non seulement l'opportunité d'examiner cette industrie, mais aussi d'observer les mœurs de la classe sociale des travailleurs de la nuit, qui opèrent en coulisses pour assurer l'ouverture du Club Low et qui jonglent entre plusieurs métiers. Le foisonnement de personnages permet d'aborder de nombreux scénarios calqués sur la vie réelle, entre le piratage et le commerce de contrebande, les contrats crapuleux et le travail au noir, jusqu'à l'absence de conditions de travail justes. La galerie de métiers rencontrés illustre ces dilemmes du quotidien dans l'univers d'Off-Peak City, avec ainsi une cuisinière préoccupée à la fois par son bouillon de flamant rose dont un chef de la pègre local attend beaucoup, et par des violations de normes d'hygiène élémentaires dans ses cuisines, ou avec la responsable de la discothèque, qui s'interroge sur les meilleurs moyens de contourner le Code du travail pour maximiser la valeur de ses employés,. De fait, au contraire du protagoniste dont le seul dessein est de rentrer dans le Club Low, la plupart du personnel aspire à s'en échapper, ces employés apparaissant comme les esclaves d'un travail aliénant.
Par son caractère insolite et spontané, Betrayal at Club Low peut également apparaître comme un creuset d'œuvres d'art et de rencontres, un état de grâce que le critique et architecte Hugo Muñoz Gris voit comme le dernier stade avant que l'influence délétère de la ville ne le transforme, « comme la musique et le jeu vidéo et tant d'autres formes d'art, en un produit de marché, emballé dans du cellophane et prêt à une consommation massive ». Il considère le quartier du Club Low comme le reflet des villes du monde réel, qui auraient toujours deux faces : la ville qui exploite et celle qui souffre, la ville qui se lève et celle qui sombre, ou encore la ville qui lutte pour préserver la situation face à celle qui lutte pour apporter des changements.

### Monde de la nuit

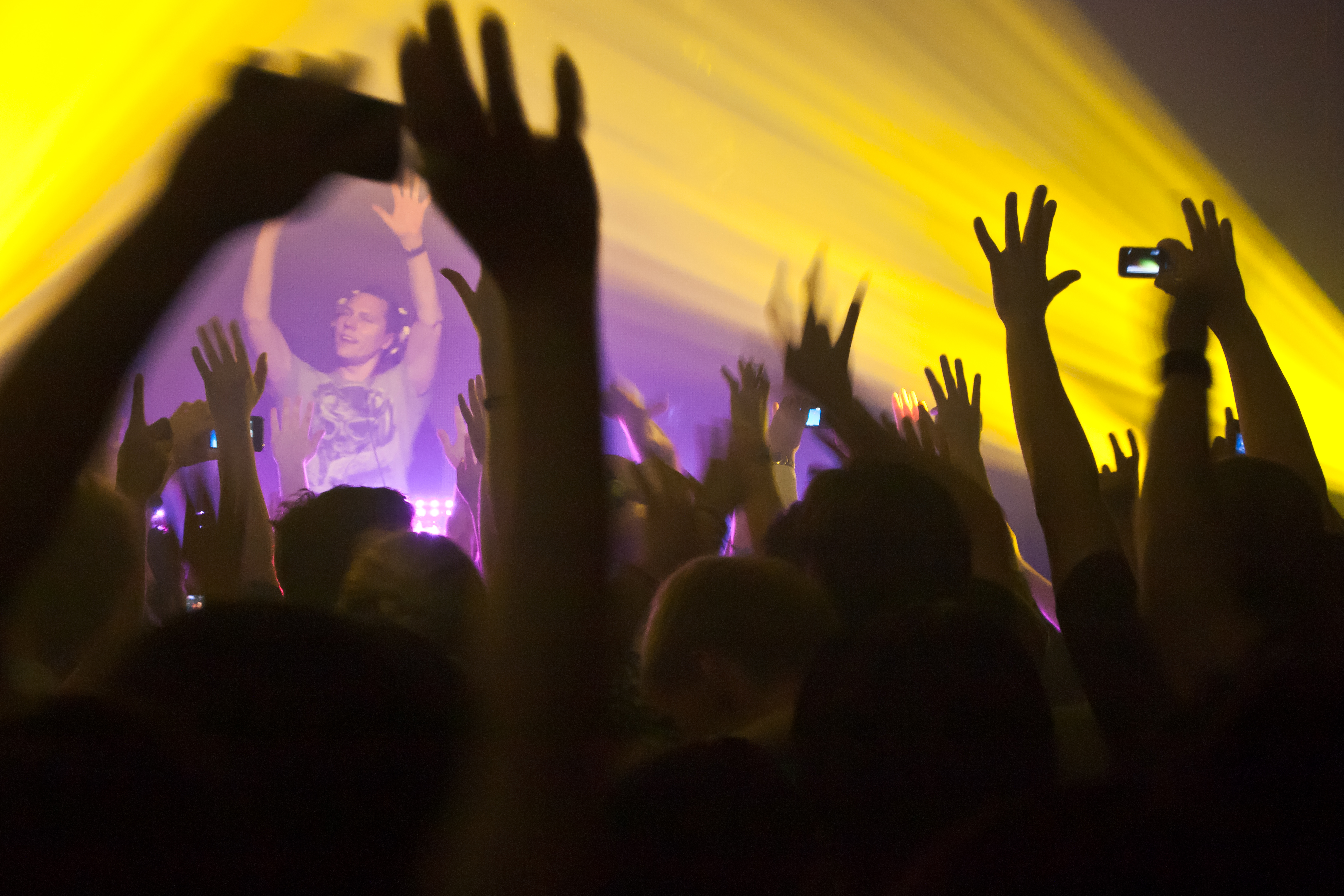
Le jeu se penche sur l'ambiance des discothèques, et notamment des pistes de danse, comme on peut en voir sur cette photographie du disc jockey Tiësto, alors qu'il officie au club 808, à Bangkok.

En plus de son éclairage sur l'industrie de la nuit, le jeu s'intéresse plus spécifiquement à la culture du clubbing : l'atmosphère des différents environnements de Betrayal at Club Low reflète la variété d'anxiétés que peuvent subir les personnes qui sortent de nuit, telles que devoir tenter de couper la queue ou de flatter le videur pour parvenir à entrer, ou bien se montrer à la hauteur d'une soirée à la programmation de DJ prestigieuse — une des manières de traiter un obstacle dans le scénario consiste d'ailleurs à danser de manière particulièrement gênante afin de faire s'éloigner les autres clients —. Plusieurs médias voient dans le Club Low le reflet des discothèques new-yorkaises,. Cosmo D présente une faune dont il est intimement familier, lui qui a travaillé dans ces lieux : « je vois le club comme un microcosme sociologique avec sa géographie et ses groupes de population. Derrière le DJ, il y a par exemple le manager mais aussi les gens du son, sans oublier la sécurité. De la piste de danse au bar en passant par les backstage, tous ces îlots de vie sont fascinants à observer. »

### Triomphe de l'audace
Le concept de nerve, à traduire par « cran » ou « culot », pèse sur le système de progression puisqu'au fil des interactions sociales, le protagoniste peut épuiser ses ressources d'audace et devoir renoncer à son action.
Dans la veine de nombreux films des années 1990, comme Go de Doug Liman, qui suivent des personnages erratiques se sortant avec succès de situations risquées comme s'ils étaient invincibles, de nombreux critiques remarquent que Betrayal at Club Low est capable de susciter l'euphorie et la création d'endorphines en multipliant les occasions de se sortir in extremis d'un danger par le biais de paris dangereux. La confiance en soi du joueur croît au fur et à mesure de la partie, et la prise de risque est d'autant plus fréquente que le jeu est conçu pour qu'un mauvais lancer de dé ne soit ni trop punitif, ni perçu comme un échec dont on ne peut se relever, mais au contraire comme un élément contribuant à construire l'identité du protagoniste. Le joueur n'est jamais condamné par un échec dans une conversation, puisque chaque rencontre peut être répétée et continue de le récompenser sous forme d'expérience ou d'argent, lui fournissant de manière infinie un moyen de se débloquer d'une situation en apparence figée. Une critique note d'ailleurs que même dans le pire des cas, recommencer une partie depuis le tout début du jeu lui prendrait autant de temps que si elle décidait d'abandonner ce loisir et de regarder un film à la place. La volonté du développeur est de permettre un « échec vers l'avant »,. Betrayal at Club Low offre ainsi au joueur la possibilité de savourer ses victoires les plus ténues, obtenues sur le fil et à grand risque, tout en donnant aux victoires écrasantes une saveur spéciale, propre à la grandeur de l'occasion.
La journaliste Alexis Ong voit une tradition commune entre ces films et le jeu : « même quand tout paraissait aller au plus mal, il restait toujours de l'espoir que quelque chose réussisse. Parvenir à se relever d'une gaffe ou d'une erreur est l'une des conventions narratives apportant le plus de rédemption dans le contexte d'un club social, quand l'intrus maladroit obtient finalement son moment de gloire ». Cette convention se vérifie selon elle dans les embranchements qui permettent au joueur, tout pizzaïolo qu'il est, de triompher du grand DJ Chad Blueprint, par exemple en lui annonçant que sa mère est présente dans le public pour le déstabiliser, ou bien en lui dévoilant comme son agent tirait avantage de leur contrat pour le forcer à partir ; l'option de parvenir à « conquérir » la piste de danse en s'imposant sur les autres danseurs fait partie des autres moments du jeu qui peuvent conférer une sensation de triomphe intense.

## Développement

### Prémices
Betrayal at Club Low est en grande majorité le travail d'un seul homme, le game designer et compositeur connu sous le nom de scène Cosmo D,, de son vrai nom Greg Heffernan. S'il œuvre seul sur le jeu-même, il fait appel à d'autres personnes pour les étapes parallèles et nécessaires à la publication que sont l'assurance qualité, le marketing, et la gestion des tests utilisateurs. Cosmo D était d'abord musicien avant de s'intéresser à la création vidéoludique : dans sa jeunesse, il enchaîne les récitals de violoncelle, joue pour des mariages et des obsèques, puis étudie la composition musicale à l'université. Il devient par la suite disc jockey dans des discothèques new-yorkaises, et gagne sa vie en parallèle en composant des musiques de publicités et de jeux vidéo. Ses premiers jeux, qu'il publie à partir de 2014, s'inspirent de son expérience de DJ et de la métropole américaine de New York, où il travaille dans une agence musicale commerciale, et où il réside à partir des années 2000.
Betrayal at Club Low est le quatrième jeu que conçoit Cosmo D, avec l'intention cette fois-ci d'accroître ses compétences en travaillant sur des mécaniques de jeu plus avancées que pour ses précédentes créations. Fin 2018, un peu plus d'un an avant le déclenchement mondial de la pandémie de Covid-19, qui restreint les activités sociales, le développeur commence à participer régulièrement à des sessions de jeux de société, et organise même un club ouvert à tous dans le quartier de Brooklyn. L'inspiration pour Betrayal at Club Low lui vient de ces parties régulières, que renforce la sortie du jeu de rôle Disco Elysium en octobre 2019, envers lequel Cosmo D se sent un « devoir de réponse digital ».

### Production
Betrayal at Club Low est conçu avec le moteur de jeu Unity, prisé des développeurs indépendants pour ses services et son interface utilisateur plus facile d'accès. Cosmo D se sert également de plusieurs autres logiciels : Blender pour la modélisation, l'animation et le rendu en 3D ; Affinity pour les retouches d'image ; Rebelle pour la simulation de peinture à l'aquarelle ; FaceGen pour le traitement des visages ; et Bitwig Studio pour le séquençage de la bande sonore.

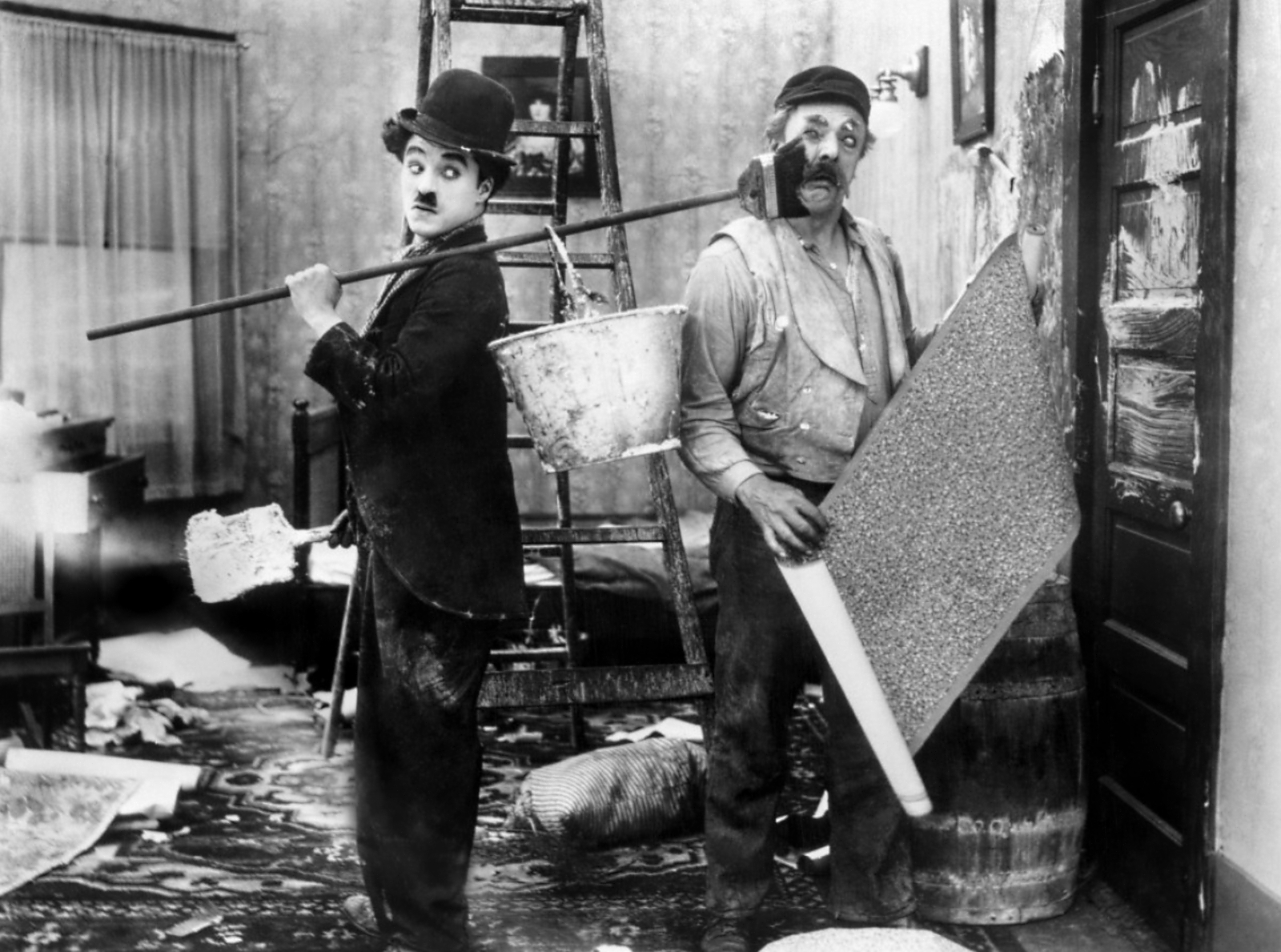
Les interactions avec des personnages et des objets font parfois appel aux ressorts de l'humour slapstick, qui joue sur une violence physique volontairement exagérée.

Dans un entretien avec le journal professionnel Game Developer, Cosmo D relate l'attention particulière portée à ce que chaque compétence choisie par le joueur puisse avoir une influence notable sur le déroulement de l'intrigue, et la difficulté de faire en sorte que les interactions avec des objets inanimés restent intéressantes malgré l'absence de dialogue, par exemple par le recours à l'humour slapstick. Pour la mise en place du système de dés, il déclare s'être inspiré du Yahtzee, qui offre la flexibilité de ne conserver que le meilleur de plusieurs lancers.
La bande originale comporte dix morceaux. Cosmo D la conçoit principalement comme un hommage au DJ italien de techno Donato Dozzy, ainsi qu'au DJ Peter Dundov, qu'il estime être « plus acid ». Des passages tiennent davantage du jazz « façon Ninja Tune », comme celui de Red Snapper.

### Commercialisation
Le jeu sort le 9 septembre 2022 exclusivement sur ordinateur, sur les systèmes d'exploitation Windows, Linux et MacOS ; une démo gratuite est mise à disposition pour le tester. Cosmo D le publie sous le nom de la structure « Cosmo D Studios »,.

## Accueil

### Réception critique
Si Betrayal at Club Low bénéficie d'une couverture médiatique très réduite du fait de son caractère indépendant et passe inaperçu auprès de nombreuses publications,, il reçoit néanmoins des critiques unanimement élogieuses. Rock, Paper, Shotgun le classe parmi les « meilleurs des meilleurs » ; Eurogamer lui attribue le label « recommandé », et le nomme comme l'un des meilleurs jeux de l'année 2022 ; la journaliste Alexis Ong remarque qu'une fois sa première partie terminée, elle a souhaité en relancer aussitôt une autre, se sentant alors aussi pleine d'adrénaline que si elle s'était réellement rendue en discothèque. Le ton et l'ambiance en particulier sont remarqués, comme par Kotaku, qui relève le caractère unique du jeu et assimile son protagoniste à « l'Agent 47 de Hitman lâché au milieu d'une campagne de Donjons et Dragons inspirée de David Lynch ».
La manière dont la personnalisation des compétences du protagonistes influe sur les dialogues est louée par GameSpot, qui juge sur ce point Betrayal at Club Low très supérieur à d'autres jeux de rôle réputés comme les sagas Mass Effect (2007-2017) ou Fallout (1997-2018). Le journaliste salue ce qu'il voit comme un système à la fois complexe et simple de prise en main, et aussi profond et engageant que les règles de combat d'un jeu de rôle classique, puisque les conversations font office de lutte dans laquelle le joueur se frotte aux compétences de son adversaire. Rock, Paper, Shotgun estime n'avoir jamais vu auparavant un système tel que celui des conséquences psychiques des actions du joueur, qu'il juge brillant, lorsque la satisfaction ou la gêne liées à des interactions passées viennent biaiser les comportements du protagoniste et affecter ses interactions suivantes. De manière générale, Slant Magazine voit en Betrayal at Club Low un « exploit » de game design, digne d'être comparé aux plus grands jeux de rôle.
En notant la proximité de Betrayal at Club Low avec Disco Elysium (2019), dont les dialogues reposent sur de la chance, et Citizen Sleeper (2022), dont les mécaniques de jeu font appel à des lancers de dés, GameSpot regrette que davantage de développeurs ne s'inspirent pas du même concept au moment d'implémenter leur propre système de conversation. D'autres notent la même proximité avec ces deux jeux, notamment dans leur manière de faire en sorte qu'un mauvais score de hasard ne soit ni trop punitif, ni perçu comme un échec dont on ne peut se relever, mais au contraire comme un élément contribuant à construire l'identité du protagoniste. Le rapprochement avec Disco Elysium se fait aussi sous l'angle du traitement artistique choisi : les deux œuvres proposent chacune un univers à la fois fictif et très similaire au monde réel, et mettent en lumière la fragilité de leurs protagonistes respectifs, dont les quelques forces ne font que compenser des faiblesses présentes en nombre.
La bande-son est jugée de grande qualité et très efficace, notamment le titre utilisé sur la piste de danse, dont Eurogamer estime qu'il transmet « un sentiment d'intimité communautaire et de télépathie […] infiniment plus puissant que ne le ferait un set des débuts de Boiler Room », et que ses battements sont parfaitement synchronisés avec la cadence « chaotique » insufflée par les mécaniques de jeu,.
En fin d'année 2022, Betrayal at Club Low apparaît dans plusieurs rétrospectives des meilleurs jeux de l'année écoulée publiées par divers médias vidéoludiques, comme PC Gamer, Eurogamer, Kotaku, Slant Magazine, ou Cultured Vultures.

### Ventes
Betrayal at Club Low est uniquement commercialisé au format digital et disponible pour 9,99 dollars américains, 8 euros ou 7 livres sur les plateformes de distribution pour ordinateur Steam et itch.io,. Il n'existe pas de chiffre de ventes officiel, mais en septembre 2023, le site Steam Spy estime qu'il y aurait entre 20 000 et 50 000 propriétaires du jeu sur Steam,.

### Distinctions

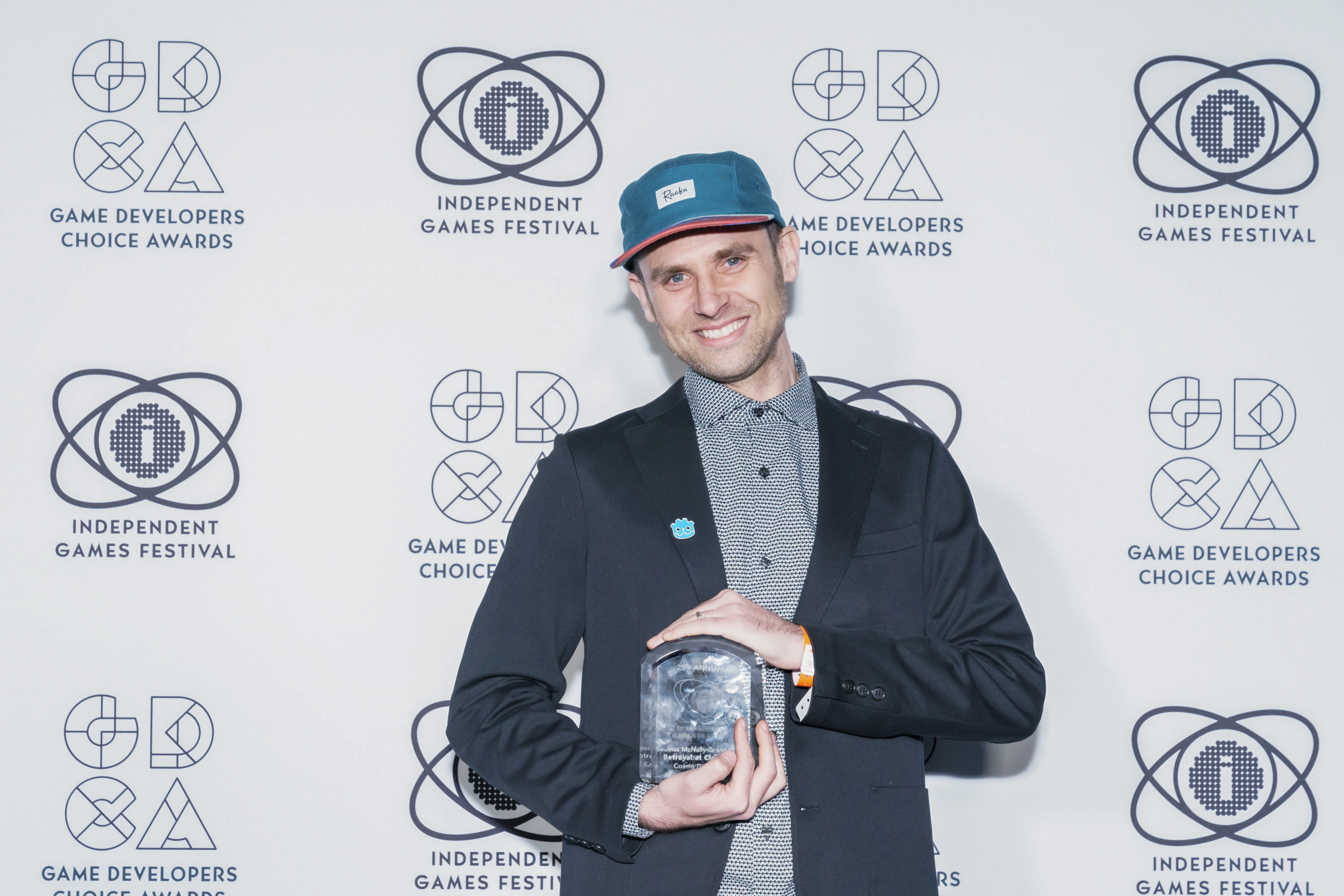
Le développeur Cosmo D en mars 2023 avec le trophée du Grand Prix Seumas-McNally.

En mars 2023, Betrayal at Club Low reçoit le Grand Prix Seumas-McNally à l'Independent Games Festival, face aux autres nommés The Case of the Golden Idol, Immortality, Neon White, Not For Broadcast et Tunic. Ce prix, remis lors de la Game Developers Conference de San Francisco, est généralement reconnu comme la plus grande récompense qui soit pour un jeu indépendant. En plus d'avoir été nommé dans la catégorie de l'excellence en design et d'avoir reçu une mention honorable pour son excellence sonore, il y remporte aussi le prix Nuovo, qui correspond au jeu ayant le plus frappé le jury par sa capacité à renverser les conventions de jeux vidéo. Les jeux indépendants à thème musical ont cette année-là la cote auprès du jury, puisque le prix de l'excellence sonore est attribué à The Forest Quartet, une œuvre mélangeant jazz et deuil, explorant les vertus thérapeutiques de la musique. La victoire de Betrayal at Club Low dans la catégorie-reine est vue comme une surprise autant qu'une mise en lumière d'utilité publique : un journaliste estime ainsi qu'en distinguant ce jeu face à des concurrents plus notoires, ces récompenses « permettent […] à la fois au studio d’être reconnu, et aux joueurs de découvrir un (probable) très bon titre qui s’était perdu dans le tsunami des sorties annuelles ».
Betrayal at Club Low est également sélectionné pour concourir en mai 2022 au festival d'art ludique et d'art et d'essai A Maze, à Berlin, sans y remporter de prix.

### Postérité

Le caractère traditionnel du jeu de rôle japonais Dragon Quest XI : Les Combattants de la destinée (2020) est relevé par un chercheur pour mieux l'opposer à Betrayal at Club Low, ce dernier étant considéré comme un jeu défiant les conventions du genre.

Dans le livre Game Design Deep Dive - Role Playing Games, paru en 2023, le chercheur Joshua Bycer voit en Betrayal at Club Low un jeu de rôle de type « particulièrement non-traditionnel », par opposition à un Dragon Quest XI : Les Combattants de la destinée (2020), paru sensiblement à la même époque mais issu d'une franchise très établie. Selon le chercheur, il est caractéristique de la dynamique de création indépendante et de la démocratisation offerte par les moteurs de jeu publics, qui permettent à un grand nombre de jeux vidéo de rôle d'être publiés chaque année sans pour autant se faire connaître du grand public.